# Christer Ström
Christer Ström, född 1 december 1956, en svensk friidrottare (hinderlöpare). Han tävlade för Västerås IK. Idag arbetar han som murare.

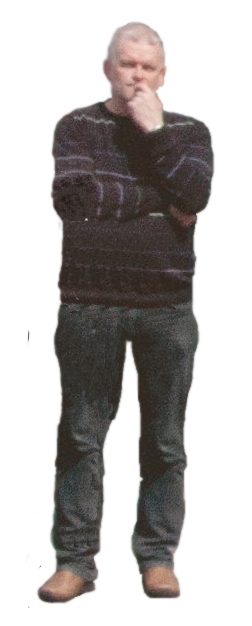